# Bovill
Bovill – miasto w Stanach Zjednoczonych, w stanie Idaho, w hrabstwie Latah.